# سيرانا،ساو باولو
سيرانا هي بلدية في ولاية ساو باولو في البرازيل . يبلغ عدد السكان 45644 (تقديرات عام 2020) في مساحة 126 كم². [2] الارتفاع 427 م.

## تجارب لقاح كورونا المستجد
بينما كانت المجتمعات الأخرى تكافح للتعامل مع وباء COVID-19 في البرازيل ، شاركت سيرانا في دراسة حيث كان من المفترض أن يتم تطعيم 100 ٪ من سكانها البالغين بـ CoronaVac . قبل التطعيم الشامل ، أصيب 5٪ من سكان سيرانا ، وهي واحدة من أعلى المعدلات في البرازيل.
تلقى معظم البالغين جرعتين بنهاية أبريل / نيسان. بحلول شهر مايو ، انخفضت حالات COVID-19 المصحوبة بأعراض بنسبة 80 ٪ ، والحاجة لدخول المستشفى بنسبة 86 ٪ ، والوفيات بنسبة 95 ٪ وفقًا للباحثين الذين أجروا الدراسة. تم احتواء الفيروس بمجرد تطعيم 75٪ من الناس. وفقًا لريكاردو بالاسيوس ، مدير معهد بوتانتان في ساو باولو ، «كانت النتيجة الأكثر أهمية هي فهم أنه يمكننا السيطرة على الوباء حتى بدون تطعيم جميع السكان.»

## مشاهير
رينان لودي (مواليد 1998) ، لاعب كرة قدم محترف.